# 里奇伍茲鎮區 (阿肯色州勞倫斯縣)
里奇伍茲鎮區（英語：Richwoods Township）是位於美國阿肯色州勞倫斯縣的一個行政鎮區。

## 地方資料
里奇伍茲鎮區的面積為45.41平方千米，當中陸地面積為45.17平方千米，而水域面積為0.24平方千米。根據2010年美國人口普查的數據，當地共有人口118人，而人口密度為每平方千米2.6人。